# 單翼機
單翼機泛指固定翼飛機當中，僅有單一機翼設計的機種，有別於兩片或者是更多機翼的設計。雖然在1920年代以前，雙翼或是多翼機是主流的設計，但是單翼機出現的時候並沒有比較晚，僅是種類和數量較少。
到了1930年代，由於對飛行速度以及航程的要求，多片機翼產生的阻力與多餘的重量，並不利於性能的提升。加上金屬材質和懸臂（Cantilever）結構設計日趨成熟，單翼機逐漸取代多翼機，成為航空上的主流設計。
原因是起初的飛機完全以尾舵控制方向和升降，降落又完全依賴輪子和跑道摩擦，所以需要很大的翼面程來提供升力，而為了平衡安全需要鮮有使用很大的單翼而流行雙翼。後來飛機的主翼上有襟翼並在輪上安裝了剎車，大大減輕了主翼的負擔，所以翼的面積可以縮小為單翼。
到了1940年代中期，雙翼機無論是在軍用或者是民航機市場，都僅剩下佔有非常少的數量。

## 机翼位置

### 上单翼
上单翼飞机的机翼位于机身靠上部位或高于机身位置。当发动机吊挂于机翼上时，上单翼飞机可提供最大的发动机离地距离和更小的机身离地距离。这些特性提供了很多好处，如最大程度的避免外来物损害发动机（FOD）、最小的货舱地板离地高度和免廊桥登机\离机，因为这些好处许多翼吊发动机构型的运输机和支线客机都采用了上单翼，如C-130大力神运输机、波音C-17环球霸王III运输机、An-148型噴氣式客機、C-5银河运输机、冲8支线客机和BAe-146客机。一些战斗机也同样采用了上单翼，如狂风战斗机、鹞式战斗机和米格-23。

### 中单翼
中单翼的阻力最小，多用于战斗机，歼-8、米格-21等都是中单翼设计。同时，中单翼让机翼离地有一定空间，能让地勤人员更轻松地完成挂弹任务。

### 下单翼
下单翼飞机的机翼位于机身靠下部位。下单翼飞机可提供更好的操纵性，因此很多追求灵活度的战斗机都采用了下单翼，如二战时的喷火战斗机、Bf-109战斗机、La-5、P-51，和现代的A-4、F-4。下单翼也提供了最低的发动机距地高度和噪音等级，所以追求便于维护和舒适的主流干线客机几乎都采用了下单翼，如常见的波音737系列客机、空中客车A320系列客机、波音777系列客机和空中客车A330系列客机。与追求灵活的战斗机不同，客机为抵消下单翼所带来的不稳定性（即灵活性）而采用了机翼上翻。另外下单翼可提供最大的翼地效應。